# 八代平野
八代平野（やつしろへいや）は、熊本県中南部、八代海（不知火海）北部沿岸に位置する沖積平野。海岸部は干潟を利用した干拓地が占める。

## 概要
八代の平野部は日本三大急流の一つである球磨川などから運ばれてきた土砂が堆積してできた沖積平野と、江戸時代の藩政期から形成された干拓地から形成されるが、八代平野の約3分の2の地域は干拓事業によって形成された。
不知火海に面しており、海岸線の長さは約23km、山脚部から海岸までの距離は約8kmである。沖積平野は球磨川などの河川から供給されたシルトや砂などからなる不知火粘土層で構成される。
農業の作付作物は多様で米、麦、い草、野菜、果樹などが栽培されている。
平野の中央部を国道3号と九州新幹線と鹿児島本線が、東部を九州自動車道と南九州自動車道が南北に貫く。

## 八代干拓
先述のように八代平野の約3分の2の地域は干拓によって形成された。干拓に最初に着手したのは加藤清正で八代市千丁町付近とされる。その後、江戸時代には藩が率先して地先海面の干拓を行い、1650年からの250年間で約5,500haの干拓地が造成された。
明治時代以降には県や郡、民間企業により1945年の終戦までに約2,500ha、終戦後からは国営事業等で約1,200haが干拓された。現在の八代市南部の郡築や高植、昭和地区なども、こうした干拓によって形成された地域である。